# Nicole Livingstone
Nicole Dawn Livingstone OAM, während ihrer Ehe Nicole Dawn Stevenson (* 24. Juni 1971 in Melbourne), ist eine ehemalige australische Schwimmerin. Sie gewann bei Olympischen Spielen eine Silbermedaille und zwei Bronzemedaillen, bei Weltmeisterschaften eine Silbermedaille und bei Commonwealth Games sechs Gold- und zwei Silbermedaillen sowie eine Bronzemedaille.

## Sportliche Karriere

### Nicole Livingstone
Livingstones internationale Karriere begann bei den Pan Pacific Championships 1985, als sie den achten Platz im 100-Meter-Rückenschwimmen belegte. Bei den Commonwealth Games 1986 in Edinburgh wurde sie Dritte über 100 Meter Rücken hinter Sylvia Hume aus Neuseeland und ihrer Landsfrau Georgina Parkes. 1987 siegte sie bei den Pan Pacific Championships sowohl über 100 Meter als auch über 200 Meter Rücken. Bei den Olympischen Spielen 1988 in Seoul wurde Livingstone als beste Australierin Siebte über 100 Meter Rücken. Über 200 Meter Rücken erreichte sie den fünften Platz. Die australische 4-mal-100-Meter-Lagenstaffel mit Nicole Livingstone, Lara Hooiveld, Fiona Alessandri und Karen Van Wirdum schwamm als sechstschnellste Staffel der Vorläufe ins Finale. Im Endlauf verbesserte sich das Quartett um fast drei Sekunden und belegte den vierten Platz hinter den Staffeln aus der DDR, aus den Vereinigten Staaten und aus Kanada.
Bei den Pan Pacific Championships 1989 gewann Livingstone über 100 Meter Rücken Silber hinter Lea Loveless aus den Vereinigten Staaten. Über 200 Meter Rücken siegte Dede Trimble aus den Vereinigten Staaten vor der Neuseeländerin Anna Simcic und Nicole Livingstone. Mit der Lagenstaffel wurden die Australierinnen zeitgleich mit den Chinesinnen Zweite hinter der Staffel aus den Vereinigten Staaten. 1990 bei den Commonwealth Games in Auckland siegte Livingstone über 100 Meter Rücken und wurde über 200 Meter Rücken Zweite hinter Anna Simcic. Die australische Lagenstaffel mit Nicole Livingstone, Lara Hooiveld, Lisa Curry-Kenny und Karen Van Wirdum siegte vor den Engländerinnen. Anfang 1991 wurden in Perth die Schwimmweltmeisterschaften 1991 ausgetragen. Livingstone belegte den fünften Platz über 200 Meter Rücken und den sechsten Platz über 100 Meter Rücken. Die australische Lagenstaffel mit Nicole Livingstone, Linley Frame, Susie O’Neill und Karen Van Wirdum erkämpfte die Silbermedaille hinter der Staffel aus den Vereinigten Staaten. Bei den Pan Pacific Championships 1991 in Edmonton wurde Livingstone über 100 Meter Zweite hinter Janie Wagstaff aus den Vereinigten Staaten und über 200 Meter Rücken Zweite hinter Anna Simcic. Die Lagenstaffel erhielt ebenfalls die Silbermedaille. Livingstone war auch in beiden Freistilstaffeln dabei und erhielt hier jeweils eine Bronzemedaille.
Zwischen den Pan Pacific Championships 1991 und den Olympischen Sommerspielen 1992 heiratete Nicole Livingstone den Radsportler Clayton Stevenson.

### Nicole Stevenson
Bei den olympischen Schwimmwettbewerben 1992 in Barcelona trat Nicole Stevenson in fünf Wettbewerben an. Über 200 Meter Freistil wurde Stevenson als letzte des B-Finales 16. der Gesamtwertung und war damit hinter Susie O’Neill zweitbeste Australierin. Die australische 4-mal-100-Meter-Freistilstaffel mit Angela Mullens, Lise Mackie, Nicole Stevenson und Lisa Curry-Kenny verfehlte als neuntschnellste Staffel der Vorläufe die Endlaufteilnahme um 0,36 Sekunden. Über 100 Meter Rücken gingen Gold und Silber an die Ungarinnen Krisztina Egerszegi und Tünde Szabó. Hinter der drittplatzierten Lea Loveless aus den Vereinigten Staaten erreichte Stevenson mit 0,03 Sekunden Vorsprung auf Janie Wagstaff den vierten Platz. Krisztina Egerszegi siegte auch über 200 Meter Rücken, hinter Dagmar Hase erschwamm Stevenson die Bronzemedaille vor Lea Loveless. Zum Abschluss der Schwimmwettbewerbe belegten Nicole Stevenson, Samantha Riley, Susie O’Neill und Lisa Curry-Kenny den fünften Platz in der Lagenstaffel. Im Vorlauf war Joanne Meehan statt Stevenson als Startschwimmerin angetreten.
1993 bei den Pan Pacific Championships in Kobe wurde Stevenson Vierte über 100 Meter Rücken und erreichte weder über 200 Meter Rücken noch über 200 Meter Freistil das Finale. Mit der Lagenstaffel gewann sie die Silbermedaille. Die Commonwealth Games 1994 fanden im August 1994 im kanadischen Victoria statt. Über 200 Meter Freistil gewann Stevenson Silber hinter Susie O’Neill, über 100 Meter und 200 Meter Rücken erschwamm Stevenson die Goldmedaille. Die 4-mal-200-Meter-Freistilstaffel mit Anna Windsor, Hayley Lewis, Nicole Stevenson und Susie O’Neill siegte vor den Engländerinnen wie auch die Lagenstaffel mit Nicole Stevenson, Samantha Riley, Petria Thomas und Karen Van Wirdum. Im September fanden dann die Weltmeisterschaften in Rom statt. Die 4-mal-200-Meter-Freistilstaffel mit Hayley Lewis, Elli Overton, Nicole Stevenson und Susie O’Neill belegte den vierten Platz mit über sechs Sekunden Rückstand auf die drittplatzierte Staffel aus den Vereinigten Staaten. In ihren Einzelstarts erreichte Stevenson den achten Platz über 100 Meter Rücken und den siebten Platz über 200 Meter Rücken. 1995 siegte Livingstone bei den Pan Pacific Championships über 200 Meter Rücken vor der Japanerin Noriko Inada, über 100 Meter Rücken siegte Inada vor Stevenson. Mit der Lagenstaffel gewann Stevenson eine weitere Goldmedaille. Ende November 1995 gewann Stevenson mit der 4-mal-200-Meter-Freistilstaffel die Bronzemedaille bei den Kurzbahnweltmeisterschaften 1995.
Bei den Olympischen Spielen 1996 in Atlanta erreichte Stevenson das Finale über 100 Meter Rücken und belegte den siebten Platz. Über 200 Meter Rücken schied sie als 18. der Vorläufe aus. Die Lagenstaffel erreichte in der Besetzung Nicole Stevenson, Helen Denman, Angela Kennedy und Sarah Ryan das Finale mit der zweitbesten Zeit. Im Endlauf schwammen Nicole Stevenson, Samantha Riley, Susie O’Neill und Sarah Ryan fast vier Sekunden schneller als die Vorlaufstaffel und wurden Zweite hinter der Staffel aus den Vereinigten Staaten. Alle sechs eingesetzten Schwimmerinnen erhielten eine Silbermedaille. Die 4-mal-200-Meter-Freistilstaffel schwamm im Vorlauf mit Julia Greville, Lisa Mackie, Emma Johnson und Susie O’Neill die drittbeste Zeit hinter den Staffeln aus den Vereinigten Staaten und aus Deutschland. Im Finale waren Julia Greville, Nicole Stevenson, Emma Johnson und Susie O’Neill auch fast vier Sekunden schneller als die Vorlaufstaffel und schlugen als Dritte an.

## Nach der Karriere
Nach ihrer Scheidung nahm sie wieder den Namen Nicole Livingstone an.
Livingstone ist seit 1996 als Moderatorin im Fernsehen tätig und hat daneben zahlreiche Gastauftritte.